# Raffray-Freischwanzfledermaus

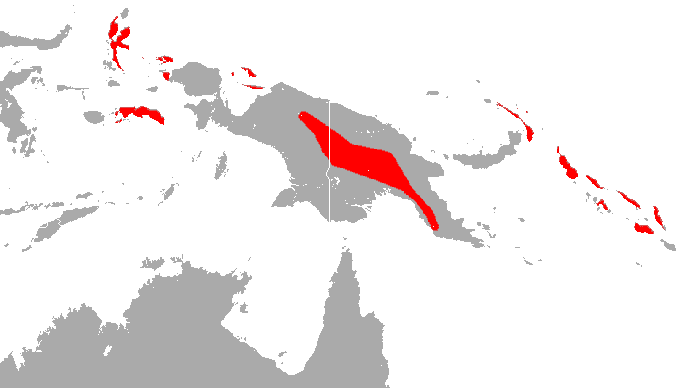
Verbreitungsgebiet der Raffray-Freischwanzfledermaus

Die Raffray-Freischwanzfledermaus (Emballonura raffrayana) ist ein in der Region Australis verbreitetes Fledertier in der Familie der Glattnasen-Freischwänze. Das Typusexemplar stammt von der Insel Numfor nördlich von Neuguinea.

## Merkmale
Diese kleine Fledermaus ist ohne Schwanz 38 bis 58 mm lang, die Schwanzlänge liegt bei 10,5 bis 14 mm und das Gewicht variiert zwischen 4 und 10 g. Es sind 38 bis 47 mm lange Unterarme, Hinterfüße von etwa 6 mm Länge und 11 bis 17 mm lange Ohren vorhanden. Allgemein sind Weibchen größer als Männchen und manche Populationen sind größer als andere. Typisch sind lange seidenweiche Haare, die oberseits an der Wurzel weißlich und an den Spitzen rotbraun bis dunkelbraun sind. Kennzeichnend für die helle graubraune Unterseite sind einige verstreute weiße Haare und Stellen, die aufgrund heller Spitzen an Raureif erinnern. Die Flughäute und vereinzelte nackte Körperstellen sind schwarzbraun. Die Raffray-Freischwanzfledermaus hat an den Füßen Krallen, die anfänglich braun und dann weiß sind. Es sind abgerundete Ohren und recht große Augen vorhanden.

## Verbreitung
Das Verbreitungsgebiet reicht von den Molukken über Neuguinea bis zu den Salomonen. Auf Neuguinea werden nur die westlichste Spitze und die zentralen Gebirge bewohnt. Diese Fledermaus lebt im Flachland und in Gebirgen bis 1600 Meter Höhe. Sie hält sich in tropischen Wäldern auf.

## Lebensweise
Am Tage ruhen kleinere Gruppen mit 10 bis 30 Mitgliedern in Höhlen, Bergwerksschächten oder unter überhängenden Felsen. Die Exemplare halten sich mit Fingern und Füßen an fast senkrechten Wänden fest. Oft wird das Versteck mit anderen Vertretern der Gattung Emballonura geteilt. Zur Nahrungssuche werden offene Flächen oder die Bereiche um die Baumkronen besucht. Die Rufe zur Echoortung sin denen der Gattung Altwelt-Rundblattnasen ähnlich. Die Frequenz des intensiveren 2. Teils des Rufes liegt bei 40 bis 50 kHz. Kolonien mit Männchen, Weibchen und Jungtieren zeigen, dass in der Fortpflanzungszeit keine Trennung der Geschlechter stattfindet. Weibchen mit säugenden Jungtieren wurden im Mai und Juni registriert.

## Gefährdung
Regional können sich Störungen am Ruheplatz und neue Bergwerke negativ auswirken. Die IUCN listet die Raffray-Freischwanzfledermaus aufgrund einer vermutlich großen Gesamtpopulation und eines großen Verbreitungsgebiets als nicht gefährdet (least concern).